# The Matrix Revolutions: Music from the Motion Picture
Matrix: Rewolucje - Music from the Motion Picture – ścieżka dźwiękowa do trzeciej i ostatniej części trylogii Matrix.

## Lista utworów
1. Don Davis – „The Matrix Revolutions Main Title” – 1:21
2. Juno Reactor & Don Davis – „The Trainman Cometh” – 2:43
3. Juno Reactor & Don Davis – „Tetsujin” – 3:21
4. Pale 3 – „In My Head” – 3:46
5. Don Davis – „The Road To Sourceville” – 1:25
6. Don Davis – „Men In Metal” – 2:18
7. Don Davis – „Niobe's Run” – 2:48
8. Don Davis – „Woman Can Drive” – 2:41
9. Don Davis – „Moribund Mifune” – 3:47
10. Don Davis – „Kidfriend” – 4:49
11. Don Davis – „Saw Bitch Workhorse” – 3:59
12. Don Davis – „Trinity Definitely” – 4:15
13. Don Davis – „Neodämmerung” – 5:59
14. Don Davis – „Why, Mr. Anderson?” – 6:10
15. Don Davis – „Spirit Of The Universe” – 4:51
16. Juno Reactor & Don Davis „Navras” – 9:08